# Puttelange-lès-Thionville
Puttelange-lès-Thionville är en kommun i departementet Moselle i regionen Grand Est (tidigare regionen Lorraine) i nordöstra Frankrike. Kommunen ligger i kantonen Cattenom som tillhör arrondissementet Thionville-Est. År 2022 hade Puttelange-lès-Thionville 1 033 invånare.

## Befolkningsutveckling
Antalet invånare i kommunen Puttelange-lès-Thionville
| Referens: INSEE |